# Vivier (Welkenraedt)
Pour les articles homonymes, voir Vivier (homonymie).
Vivier (en allemand : te Wijer) est un hameau de Belgique, situé dans la commune de Welkenraedt en province de Liège (Région wallonne). 
Avant la fusion des communes de 1977, Vivier faisait partie de la commune d'Henri-Chapelle.

## Situation
Vivier se situe au nord de la commune de Welkenraedt le long d'un vallon arrosé par le petit ruisseau de Vivier (Wijerbach), un affluent de la Gueule. On accède au hameau par une petite route se détachant de la route nationale 3 (route Charlemagne) à la sortie d'Henri-Chapelle en direction de 
La Calamine.

## Activités
Le Golf d'Henri-Chapelle se trouve à Vivier. Il se compose de deux parcours de 18 trous (parcours Viviers et Charlemagne) ainsi que d'un parcours de 9 trous (parcours Chapelle).